# Doug Halward
Douglas Robert „Doug“ Halward (* 1. November 1955 in Toronto, Ontario) ist ein ehemaliger kanadischer Eishockeyspieler, der im Verlauf seiner aktiven Karriere zwischen 1973 und 1989 unter anderem 700 Spiele für die Boston Bruins, Los Angeles Kings, Vancouver Canucks, Detroit Red Wings und Edmonton Oilers in der National Hockey League (NHL) auf der Position des Verteidigers bestritten hat. Seine größten Karriereerfolge feierte Halward jedoch im Trikot der kanadischen Nationalmannschaft mit dem Gewinn der Silbermedaille bei der Weltmeisterschaft 1985 und der Bronzemedaille bei der Weltmeisterschaft 1983.

## Karriere
Halward verbrachte seine Juniorenzeit zwischen 1973 und 1975 in der Ontario Hockey Association (OHA) bzw. Ontario Major Junior Hockey League (OMJHL) bei den Peterborough Petes. Im Verlauf der zwei Spielzeiten bestritt der Verteidiger insgesamt 140 Ligaspiele und sammelte dabei 82 Scorerpunkte, davon alleine 66 in seiner zweiten Saison. Am Ende der Saison 1974/75 wurde er folglich ins Third All-Star Team der OMJHL berufen. Anschließend wurde Halward sowohl im NHL Amateur Draft 1975 bereits in der ersten Runde an 14. Gesamtposition von den Boston Bruins aus der National Hockey League (NHL) als auch im WHA Amateur Draft 1975 von den Nordiques de Québec aus der zu dieser Zeit mit der NHL in Konkurrenz stehenden World Hockey Association (WHA) ausgewählt.
Zur Spielzeit 1975/76 entschied sich der Abwehrspieler in die Organisation der Boston Bruins zu wechseln. Er schaffte es in den folgenden drei Spieljahren jedoch nicht, sich in der NHL zu etablieren und pendelte stattdessen in diesem Zeitraum zwischen dem NHL-Aufgebot Bostons und dem Kader des Farmteams Rochester Americans aus der American Hockey League. Erst durch den Transfer zu den Los Angeles Kings im September 1978 mit dem beide Franchises den späteren Wechsel zwischen Ron Grahame und Ray Bourque initiierte, gelang es Halward im Verlauf der Saison 1978/79 einen festen Platz im Kader der Kings zu erhalten. Die Kings hielten den Defensivakteur auch über den NHL Expansion Draft 1979 hinaus in ihren Reihen, in dem sie ihn zunächst ungeschützt gelassen hatten, nach der Auswahl von Larry Brown durch die Edmonton Oilers aber behalten konnten. Letztlich spielte der Kanadier bis zum März 1981 bei den Kaliforniern und absolvierte dort in der Spielzeit 1979/80 mit 56 Punkten sein bestes Jahr in der NHL.
Im März 1981 verließ Halward jedoch die LA Kings, als er im Tausch für ein Fünftrunden-Wahlrecht im NHL Entry Draft 1982 an die Vancouver Canucks abgegeben wurde. Ebenso schickte Vancouver zwei Monate später noch Gary Bromley nach Los Angeles, um den Transfer zu vervollständigen. Bei den Canucks wurde der Verteidiger für die folgenden fünfeinhalb Spielzeiten heimisch. Im Verlauf der Stanley-Cup-Playoffs 1982 erreichte er mit den Westkanadiern die Finalserie um den Stanley Cup, die allerdings gegen die New York Islanders mit einem Sweep verloren ging. Trotz der erfolgreichen Zeit in Vancouver kam diese im November 1986 zu einem abrupten Ende. Nachdem er am Monatsanfang vorsätzlich über eine teaminterne Ausgangssperre hinweggesetzt hatte, suspendierte ihn das Management und transferierte ihn Mitte des Monats im Tausch für ein Sechstrunden-Wahlrecht im NHL Entry Draft 1988 zu den Detroit Red Wings.
Aufgrund zahlreicher Verletzungen bestritt der Kanadier dort im restlichen Verlauf des Spieljahres 1986/87 nur elf Spiele. Zur folgenden Saison fand der 32-Jährige dann aber seinen Platz im Kader der Red Wings und kam zu 70 Saisoneinsätzen. Im Verlauf der Spielzeit 1988/89 setzten Halward immer wieder Knieprobleme außer Gefecht, sodass er bis Mitte Januar nur viermal für Detroit auf dem Eis gestanden und achtmal für deren Farmteam, die Adirondack Red Wings, in der AHL gespielt hatte. Schließlich wurde er im Tausch für ein Zwölftrunden-Wahlrecht im NHL Entry Draft 1989 zu den Edmonton Oilers transferiert. Dort beendete er im Sommer 1989 nach 24 Einsätzen seine aktive Laufbahn.

### International
Für sein Heimatland nahm Halward im Juniorenbereich mit der kanadischen U20-Nationalmannschaft an der ersten, inoffiziellen Junioren-Weltmeisterschaft 1974 im sowjetischen Leningrad teil. Der Verteidiger kam in allen fünf Turnierspielen zum Einsatz und erzielte dabei ein Tor. Die Kanadier sicherten sich am Turnierende die Bronzemedaille. Im Seniorenbereich hatte Halward seinen ersten Auftritt auf internationaler Bühne im Rahmen des Iswestija-Pokals 1978 in der sowjetischen Hauptstadt Moskau. Dort nahm er mit einer vom kanadischen Eishockeyverband Hockey Canada sanktionierten Mannschaft mit dem Namen NHL Future Stars teil. Wie schon bei der Junioren-Weltmeisterschaft steuerte er in vier Turnierspielen ein Tor zum Erreichen des dritten Platzes bei.
In der Folge debütierte der Abwehrspieler bei der Weltmeisterschaft 1983 in der Bundesrepublik Deutschland für die kanadische Nationalmannschaft auf internationalem Niveau. Er stand in allen zehn WM-Spielen der Kanadier auf dem Eis und punktete dreimal beim Gewinn der Bronzemedaille. Zwei Jahre später hatte Halward bei der Weltmeisterschaft 1985 in der tschechoslowakischen Landeshauptstadt Prag seinen zweiten WM-Auftritt, bei dem er in zehn Spielen abermals drei Scorerpunkte sammelte. Kanada schloss das Turnier in der Medaillenrunde auf dem zweiten Rang ab, womit die Mannschaft die Silbermedaille hinter dem Weltmeister und Gastgeber Tschechoslowakei errang. 

## Erfolge und Auszeichnungen
- 1975 OMJHL Third All-Star Team

### International
- 1974 Bronzemedaille bei der Junioren-Weltmeisterschaft
- 1983 Bronzemedaille bei der Weltmeisterschaft
- 1985 Silbermedaille bei der Weltmeisterschaft

## Karrierestatistik

### International
| Vertrat Kanada bei: - Junioren-Weltmeisterschaft 1974 - Weltmeisterschaft 1983 - Weltmeisterschaft 1985 | Vertrat die National Hockey League bei: - Iswestija-Pokal 1978 |

(Legende zur Spielerstatistik: Sp oder GP = absolvierte Spiele; T oder G = erzielte Tore; V oder A = erzielte Assists; Pkt oder Pts = erzielte Scorerpunkte; SM oder PIM = erhaltene Strafminuten; +/− = Plus/Minus-Bilanz; PP = erzielte Überzahltore; SH = erzielte Unterzahltore; GW = erzielte Siegtore; 1 Play-downs/Relegation; Kursiv: Statistik nicht vollständig)